# Carmichaelova funkce
Carmichaelova funkce, pojmenovaná po Robertu Danielovi Carmichaelovi, je funkce z oboru teorie čísel značená λ(n), která pro přirozené číslo n vrátí nejmenší m takové, že
{\displaystyle a^{m}\equiv 1{\pmod {n}}}
pro všechna přirozená čísla a menší než n a nesoudělná s n. Tedy vrátí exponent multiplikativní grupy celých čísel modulo n.
Prvních 26 hodnot této funkce pro n = 1, 2, 3 … je 1, 1, 2, 2, 4, 2, 6, 2, 6, 4, 10, 2, 12, 6, 4, 4, 16, 6, 18, 4, 6, 10, 22, 2, 20, 12, …

## Carmichaelova věta
Carmichaelova věta říká, že Carmichaelovu funkci lze definovat se stejným výsledkem také pomocí rekurze:
Pro prvočíslo p a kladné celé číslo k takové, že p≥3 nebo k≤2 definujeme
{\displaystyle \lambda (p^{k})=p^{k-1}(p-1)\,},
což zároveň odpovídá hodnotě Eulerovy funkce.
Pro celá čísla k≥3 definujeme
{\displaystyle \lambda (2^{k})=2^{k-2}\,}
a pro různá prvočísla {\displaystyle p_{1},p_{2},\ldots ,p_{t}} a kladná celá čísla {\displaystyle k_{1},k_{2},\ldots ,k_{t}} definujeme
{\displaystyle \lambda (p_{1}^{k_{1}}p_{2}^{k_{2}}\cdots p_{t}^{k_{t}})=\mathrm {NSN} (\lambda (p_{1}^{k_{1}}),\lambda (p_{2}^{k_{2}}),\ldots ,\lambda (p_{t}^{k_{t}}))}
kde {\displaystyle \mathrm {NSN} } značí nejmenší společný násobek.
Jak je vidět, Carmichaelova věta zobecňuje výsledky Malé Fermatovy věty a Eulerovy věty.